# Urakkalampi (sjö, lat 67,03, long 26,83)
Urakkalampi är en sjö i Finland. Den ligger i kommunen Pelkosenniemi i landskapet Lappland, i den norra delen av landet, 800 km norr om huvudstaden Helsingfors. Urakkalampi ligger 233,9 meter över havet. Arean är 4,3 hektar och strandlinjen är 0,81 kilometer lång. Sjön  ingår i Kemi älvs huvudavrinningsområde. 